# 날지 못하는 새

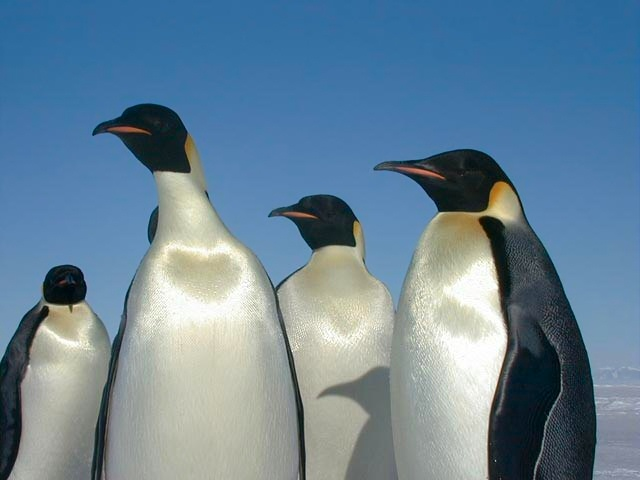
펭귄은 날지 못하는 새의 대표적인 예이다.

날지 못하는 새는 말 그대로 나는 능력을 잃은 새를 말한다. 모든 새가 하늘을 날 수 있는 것은 아니다. 날지 못하는 새는 현재 전 세계에 40여 종이 있다. 보통 천적이 없는 섬에 살기 때문에 나는 능력을 잃은 새가 거의 대부분이며, 예외로는 날카로운 발톱으로 포식자를 공격할 수 있는 타조나 수중 생활에 적응한 펭귄 등이 있다. 육지에 사는 날지 못하는 새는 보통 날개뼈가 작고 가슴뼈에 용골 돌기가 퇴화해 있으며 깃털이 날 수 있는 새보다 더 많다.
날지 못하는 현상은 여러 다른 새들에서 독립적으로 진화하여 반복적인 수렴 진화를 보여준다. 현재는 멸종된 공포새과(Phorusrhacidae)와 같이 강력한 육상 포식자로 진화한 날지 못하는 새과가 있었다. 이것을 더 극단적으로 보면, 공포새(및 그 친척인 바스오르니티드), 에오그루이드, 제라노이드, 가스토르니티폼, 드로모르니티드(모두 멸종됨)는 모두 긴 다리, 긴 목, 큰 머리 등 비슷한 형태로 진화했지만 그중 어느 것도 밀접하게 관련되지 않았다. 게다가 이것들은 비록 관련은 없지만 일부 평흉류들과 흔적적인 날개, 긴 다리, 긴 목을 가진 거대하고 날지 못하는 새라는 특성을 공유하고 있다.

## 날지 못하는 새 목록
- 평흉류
  - 타조
  - 에뮤
  - 킹섬에뮤(멸종)
  - 캥거루섬에뮤(멸종)
  - 태즈메이니아에뮤(멸종)
  - 화식조
  - 모아(멸종)
  - 코끼리새(멸종)
  - 키위
  - 레아
  - 티너무
- 펠리칸류
  - 갈라파고스가마우지
  - Phalacrocorax perspicillatus(멸종)
- 펭귄
- 오리목
  - 모아날로(멸종)
  - Auckland Island Teal
- aukland island mergenger(멸종)
- 두루미목
  - 타카헤
  - 웨카
  - Adzebill (멸종)
  - 웨이크뜸부기 (멸종)
  - 이낵세시블뜸부기
  - 로드하우뜸부기
  - Kagu
  - 레이산뜸부기(멸종)
  - 하와이뜸부기(멸종)
  - 빨간뜸부기(멸종)
- 도요목
  - 큰바다쇠오리(멸종)
- 앵무목
  - 카카포
  - big bared parrot(멸종)
- 비둘기목
  - 도도(멸종)
  - Rodrigues Solitarie(멸종)
- 참새목
  - 스티븐스굴뚝새(멸종)